# Аллен, Чарли
Ча́рли Сти́вен А́ллен (англ. Charlie Steven Allen; родился 22 ноября 2003, Белфаст) — североирландский футболист, полузащитник клуба «Линфилд».

## Клубная карьера
Уроженец Белфаста, Чарли является воспитанником футбольной академии «Линфилда». В основном составе «синих» дебютировал 27 апреля 2019 года в матче против «Колрейна», став самым молодым игроком в истории клуба: на момент дебюта ему было 15 лет, 5 месяцев и 5 дней.
11 августа 2020 года перешёл в английский клуб «Лидс Юнайтед», подписав трёхлетний контракт.

## Карьера в сборной
Выступал за сборную Северной Ирландии до 17 лет.